# Борисоглебский переулок
Борисогле́бский переу́лок (в 1962—1992 годах — у́лица Пи́семского) — улица в центре Москвы, расположенная в районе Арбат между Новым Арбатом и Поварской улицей. Здесь находится Дом-музей Марины Цветаевой и посольства Монголии и Литвы.

## Происхождение названия
Название конца XVIII века дано по церкви Святых Бориса и Глеба, стоявшей на Поварской улице. Деревянная церковь известна с 1635 года, каменная церковь была построена в 1686—1690 годах; перестроена в 1799—1802 годах на средства генерал-майора П. Н. Жеребцова и его супруги. Снесена в 1936 году.
В 1962 году переулок был переименован в улицу Писемского в память о жившем здесь писателе А. Ф. Писемском (1821—1881). Историческое название переулку было возвращено в 1992 году.

## Описание
Борисоглебский переулок начинается от улицы Новый Арбат (перед домом № 22), проходит на север, постепенно поворачивая на северо-восток, пересекает Большую Молчановку и выходит на Поварскую улицу.

## Примечательные здания и сооружения
По нечётной стороне:
- № 9 — Александровский приют для неизлечимо больных и калек комитета Христианская помощь «Общества Красного Креста» (1882, архитектор Н. А. Шохин; перестроен в 1892 году И. И. Поздеевым), в настоящее время — Национальный медицинский исследовательский центр реабилитации и курортологии. Выявленный объект культурного наследия[2];
  - № 9, стр. 1 — домовая церковь (1881; конец 1892, архитектор И. Семёнов; придел церкви в приюте — 1890, архитектор Н. Н. Васильев). Здесь в 1892 году был крещен А. А. Алехин — шахматист, чемпион мира;
  - № 9, стр. 2 — корпус сестёр милосердия;
- № 11 — особняк (1914, архитектор М. А. Мухин[3]), сейчас — посольство Монголии;
- № 13, стр. 3 — жилой комплекс «Посольский дом» (2006, архитекторы А. Скокан, А. Гнездилов, Е. Копытова, М. Елизарова, М. Матвеенко, О. Соболева)[4];
- № 15, строение 1 — район Арбат, ДЕЗ Диспетчерская.

По чётной стороне:
- № 6, стр. 1 — Дом-музей Марины Цветаевой;
- № 6, стр. 3 — Московский комитет по науке и технологиям, структуры городского управления, не входящие в комплексы;
- № 6, стр. 2 — женская консультация по ЦАО № 7;
- № 8 — доходный дом С. К. Родионова (1900, архитектор С. К. Родионов)[1]. В доме жил математик Д. Ф. Егоров[5];
- № 10 — посольство Литвы.

- Дом № 6. Дом музей М. И. Цветаевой
- Дом № 9 (крайний справа) построен в 1892 году И. Поздеевым для хосписа.
- Дом № 11. Посольство Монголии
- Дом № 13, стр. 1.
- Дома № 15, стр. 1